# Неточка Незванова
Неточка Незванова (рус. Неточка Незванова) је незавршени роман Фјодора М. Достојевског. Први пут је издат 1849. Није завршен због прогонства Достојевског у Сибир. Након ослобађања 1859. писац никад није наставио рад на делу.

## Радња
Прича је о тешком животу младе девојке која живи у екстремном сиромаштву у Санкт Петербургу, она је сироче и усвојена од стране богате породице. Када упозна своју нову полусестру, Катју, она одмах постаје опчињена њом и њих две ће постати нераздвојне. Међутим, један дан Катја је приморана да напусти Москву са родитељима, а за наредних осам година Неточка живи са старијом сестром, која постаје њена фигура за мајку. Прича се завршава нагло и две девојке ће се поново ујединити.